# Clarksville (Iowa)
Clarksville ist eine Kleinstadt (mit dem Status „City“) im Butler County im US-amerikanischen Bundesstaat Iowa. Das U.S. Census Bureau hat bei der Volkszählung 2020 eine Einwohnerzahl von 1.264 ermittelt.

## Geografie
Clarksville liegt im mittleren Nordosten Iowas am Shell Rock River, der über den West Fork Cedar River, den Cedar River und den Iowa River zum Stromgebiet des Mississippi gehört. Dieser bildet rund 150 km östlich die Grenze Iowas zu Wisconsin und Illinois. Die Grenze zu Minnesota verläuft rund 90 km nördlich von Clarksville.
Die geografischen Koordinaten von Clarksville sind 42°47′05″ nördlicher Breite und 92°40′04″ westlicher Länge. Die Stadt erstreckt sich über eine Fläche von 3,55 km² und liegt überwiegend in der Butler Township. Ein kleinerer Teil des Stadtgebiets liegt in der westlich benachbarten Jackson Township.
Nachbarorte von Clarksville sind Plainfield (17,7 km nordöstlich), Waverly (21,2 km ostsüdöstlich), Shell Rock (14,1 km südöstlich), New Hartford (27,6 km südlich), Allison (14,5 km westsüdwestlich) und Greene (20,4 km nordwestlich).
Die nächstgelegenen größeren Städte sind Dubuque an der Schnittstelle der Staaten Iowa, Wisconsin und Illinois (192 km ostsüdöstlich), Waterloo (54,2 km südöstlich), Cedar Rapids (141 km südöstlich), die Quad Cities in Iowa und Illinois (268 km in der gleichen Richtung), Iowas Hauptstadt Des Moines (186 km südsüdwestlich), die Twin Cities in Minnesota (Minneapolis und Saint Paul) (282 km nordnordwestlich), Rochester in Minnesota (164 km nördlich), La Crosse in Wisconsin (218 km nordöstlich) und Wisconsins Hauptstadt Madison (320 km östlich).

## Verkehr
Der Iowa State Highway 188 verläuft in Nord-Süd-Richtung als Hauptstraße durch das Stadtgebiet von Clarksville. Alle weiteren Straßen sind untergeordnete Landstraßen, teils unbefestigte Fahrwege sowie innerörtliche Verbindungsstraßen.
Eine Eisenbahnlinie für den Frachtverkehr der Iowa Interstate Railroad (IAIS) führt in Nordwest-Südost-Richtung durch das Stadtgebiet von Clarksville.
Durch Clarksville verläuft entlang des Shell Rock River auf der Trasse einer ehemaligen Eisenbahnstrecke mit dem Rolling Prairie Trail ein Rail Trail für Wanderer und Radfahrer.
Mit dem Allison Municipal Airport befindet sich 14,6 km westlich ein kleiner Flugplatz. Der nächste Verkehrsflughafen ist der 46,6 km südsüdöstlich gelegene Waterloo Regional Airport, von wo aus durch Zubringerflüge mehrerer Fluggesellschaften Anschluss an die Großflughäfen Chicago O’Hare und Minneapolis-Saint Paul besteht.

## Bevölkerung
Nach der Volkszählung im Jahr 2010 lebten in Clarksville 1439 Menschen in 573 Haushalten. Die Bevölkerungsdichte betrug 405,4 Einwohner pro Quadratkilometer. In den 573 Haushalten lebten statistisch je 2,43 Personen.
Ethnisch betrachtet setzte sich die Bevölkerung zusammen aus 98,0 Prozent Weißen, 0,1 Prozent Afroamerikanern, 0,2 Prozent amerikanischen Ureinwohnern, 0,4 Prozent Asiaten, 0,1 Prozent Polynesiern sowie 0,1 Prozent aus anderen ethnischen Gruppen; 1,1 Prozent stammten von zwei oder mehr Ethnien ab. Unabhängig von der ethnischen Zugehörigkeit waren 1,2 Prozent der Bevölkerung spanischer oder lateinamerikanischer Abstammung.
24,7 Prozent der Bevölkerung waren unter 18 Jahre alt, 55,3 Prozent waren zwischen 18 und 64 und 20,0 Prozent waren 65 Jahre oder älter. 52,1 Prozent der Bevölkerung waren weiblich.
Das mittlere jährliche Einkommen eines Haushalts lag bei 44.167 USD. Das Pro-Kopf-Einkommen betrug 20.970 USD. 9,3 Prozent der Einwohner lebten unterhalb der Armutsgrenze.